# Мелиновець
44°44′ пн. ш. 15°53′ сх. д. / 44.74° пн. ш. 15.89° сх. д.
Мелиновець (хорв. Melinovac) — населений пункт у Хорватії, у Лицько-Сенській жупанії у складі громади Доній Лапаць.

## Населення
Населення за даними перепису 2011 року становило 9 осіб.
Динаміка чисельності населення поселення:

## Клімат
Середня річна температура становить 9,37 °C, середня максимальна – 22,49 °C, а середня мінімальна – -5,61 °C. Середня річна кількість опадів – 1308 мм.
| Клімат поселення                              | Клімат поселення | Клімат поселення | Клімат поселення | Клімат поселення | Клімат поселення | Клімат поселення | Клімат поселення | Клімат поселення | Клімат поселення | Клімат поселення | Клімат поселення | Клімат поселення | Клімат поселення |
| Показник                                      | Січ.             | Лют.             | Бер.             | Квіт.            | Трав.            | Черв.            | Лип.             | Серп.            | Вер.             | Жовт.            | Лист.            | Груд.            |                  |
| Середній максимум, °C                         | 6,55             | 7,45             | 10,75            | 14,52            | 19,15            | 22,49            | 21,78            | 21,32            | 17,78            | 13,92            | 8,61             | 5,14             |                  |
| Середня температура, °C                       | 0,47             | 1,36             | 4,68             | 8,44             | 13,08            | 16,40            | 18,36            | 17,90            | 14,34            | 10,47            | 5,19             | 1,72             |                  |
| Середній мінімум, °C                          | −5,61            | −4,72            | −1,4             | 2,35             | 7,00             | 10,33            | 14,93            | 14,46            | 10,91            | 7,05             | 1,76             | −1,72            |                  |
| Норма опадів, мм                              | 88               | 92               | 99               | 112              | 104              | 104              | 88               | 94               | 122              | 133              | 151              | 121              |                  |
| Середньомісячна швидкість вітру, м/с          | 1.75             | 1.88             | 2.12             | 2.11             | 1.95             | 1.73             | 1.69             | 1.57             | 1.61             | 1.72             | 1.87             | 1.93             |                  |
| Середньомісячна сонячна радіація, кДж/м²·день | 4601             | 7319             | 10769            | 15257            | 19245            | 21180            | 22770            | 19599            | 14605            | 9407             | 5058             | 3835             |                  |
| --------------------------------------------- | ---------------- | ---------------- | ---------------- | ---------------- | ---------------- | ---------------- | ---------------- | ---------------- | ---------------- | ---------------- | ---------------- | ---------------- | ---------------- |
| Джерело:                                      |                  |                  |                  |                  |                  |                  |                  |                  |                  |                  |                  |                  |                  |